# La Foi des hommes
La Foi des hommes (The Faith of Men & Other Stories) est un recueil de nouvelles de Jack London paru en 1904.

## Historique
La plupart des nouvelles ont fait l'objet d'une publication antérieure dans des mensuels comme le Cosmopolitan, le Sunset, The Smart Set ou le National Magazine avant avril 1904.

## Les nouvelles
L'édition de  The Macmillan Co d'avril 1904 comprend huit nouvelles:
- Un survivant de la Préhistoire (A Relic of the Pliocene)
- Un breuvage hyperboréen  (A Hyperborean Brew)
- La Foi des hommes (The Faith of Men)
- Trop d’or (Too Much Gold)
- Les Mille douzaines  (The One Thousand Dozen)
- Le Mariage de Lit-Lit (The Marriage of Lit-Lit)
- Bâtard (Diable – A Dog ou Bâtard & The Devil Dog)
- L’Histoire de Jees-Uck (The Story of Jees Uck)

## Éditions

### Éditions en anglais
- The Faith of Men & Other Stories, un volume chez  The Macmillan Co, New York, avril 1904.

### Traductions en français
- La Foi des hommes, traduction de Louis Postif, 1930-1931.
- Souvenirs et aventures du pays de l'or, éd. 10/18
- Histoires du pays de l’or, traduction de Louis Postif, recueil, Crémille, 1991.
- Parole d’Homme, traduction de Louis Postif,  Éditions Phébus, 2003.

## Sources
- http://www.jack-london.fr/bibliographie